# Нижний Чирюрт
Нижний Чирюрт (до 1924 — Ново-Александровка, кум. Тёбен Чирюрт) — село в Кизилюртовском районе, Дагестана, Россия.
Образует сельское поселение село Нижний Чирюрт как единственный населённый пункт в его составе.

## География
Расположено на берегу реки Сулак, в 1 км южнее города Кизилюрт, на федеральной трассе «Кавказ».

## Население
| 1869  | 1888  | 1895  | 1926  | 1939  | 1970  | 1989  |
| ----- | ----- | ----- | ----- | ----- | ----- | ----- |
| 415   | ↘404  | ↗531  | ↘263  | ↗440  | ↗544  | ↗741  |
| 2002  | 2010  | 2012  | 2013  | 2014  | 2015  | 2016  |
| ↗753  | ↗1509 | ↗1526 | ↗1577 | ↗1614 | ↗1620 | ↘1619 |
| 2017  | 2018  | 2019  | 2020  | 2021  | 2023  | 2024  |
| ↗1636 | ↗1651 | ↗1688 | ↗1704 | ↗2084 | ↗2141 | ↗2168 |
| 2025  |       |       |       |       |       |       |
| ↗2187 |       |       |       |       |       |       |

## История
Село образовано на месте военного укрепления времен кавказской войны, вокруг гарнизона, где дислоцировался один драгунский полк. Отставные солдаты и офицеры селились тут же. После строительства укрепления Хасавюрт, штаб переводят туда, а посёлок теряет своё значение. К этому времени село уже населяли в основном русские и оно получает новое название Новоалександровка. В селе имелась церковь во имя Святого Николая (уничтожена в 20-е годы XX века). В 1924 году село переименовывают в Нижний Чирюрт.

Во время Кавказской войны в районе села сражался поэт А. П. Полежаев, это сражение он описал в поэме «Чир-юрт». 

Село дважды в 1837 и 1840 гг посещал М. Ю. Лермонтов.

В 1959 году в районе села построена первая из Сулакского каскада ГЭС — Чирюртская ГЭС-1.

## Известные люди
В селе родился Вишневский, Александр Васильевич (1874—1948) — русский и советский хирург, создатель знаменитой лечебной мази.